# Nekoma
Nekoma è un centro abitato (city) degli Stati Uniti d'America, situato nella Contea di Cavalier nello Stato del Dakota del Nord. Nel censimento del 2000 la popolazione era di 51 abitanti. La città è stata fondata nel 1905. È nota per aver ospitato la base militare del Safeguard Program.

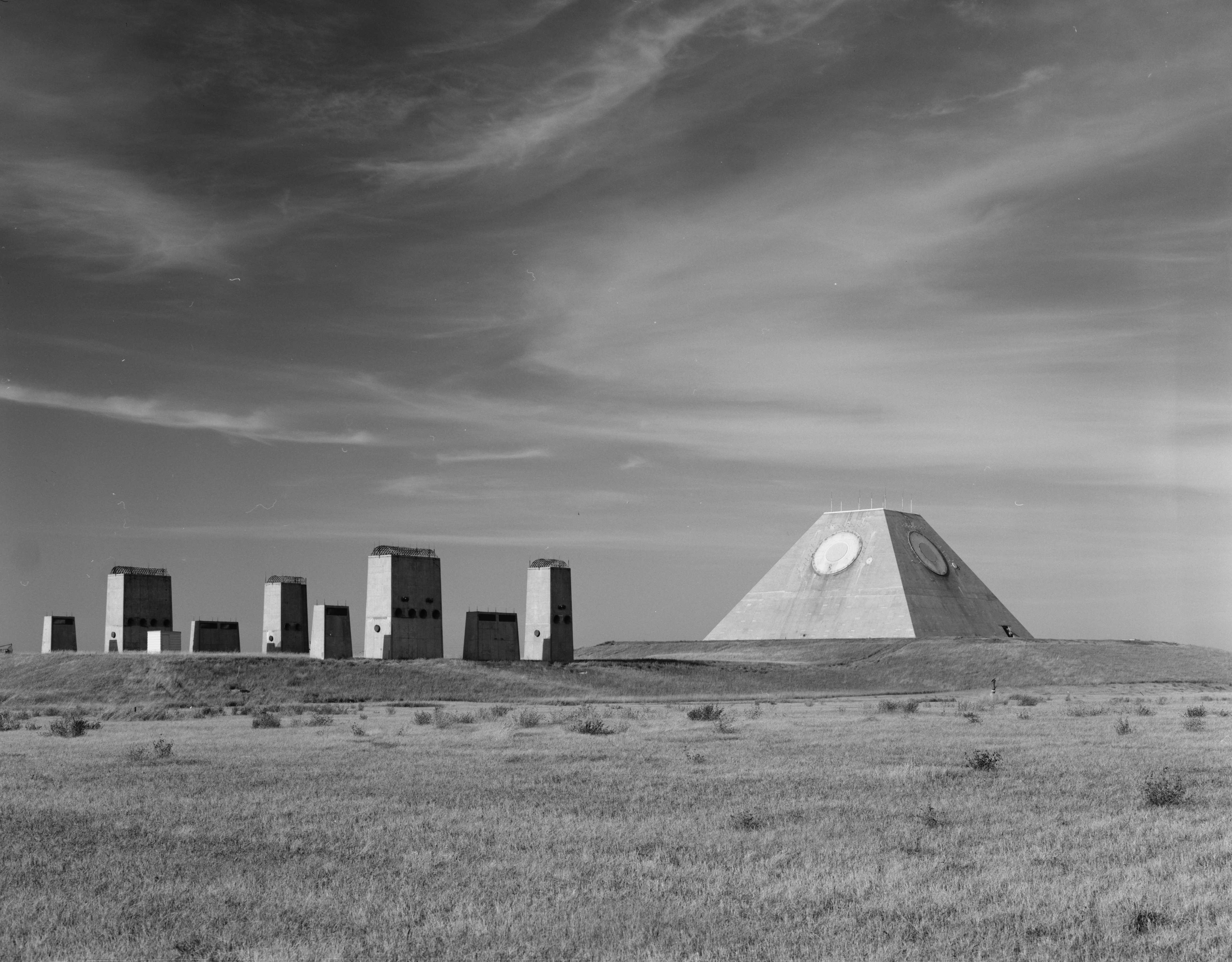
Lo Stanley R. Mickelsen Safeguard Complex (SRMSC) presso Nekoma

## Geografia fisica
Secondo i rilevamenti dell'United States Census Bureau, la località di Nekoma si estende su una superficie di 1,00 km², tutti occupati da terre.

## Popolazione
Secondo il censimento del 2000, a Nekoma vivevano 51 persone, ed erano presenti 12 gruppi familiari. La densità di popolazione era di 53 ab./km². Nel territorio comunale si trovavano 41 unità edificate. Per quanto riguarda la composizione etnica degli abitanti, il 98,04% era bianco e l'1,96% apparteneva a due o più razze.
Per quanto riguarda la suddivisione della popolazione in fasce d'età, il 29,4% era al di sotto dei 18, il 3,9% fra i 18 e i 24, il 23,5% fra i 25 e i 44, il 29,4% fra i 45 e i 64, mentre infine il 13,7% era al di sopra dei 65 anni di età. L'età media della popolazione era di 44 anni. Per ogni 100 donne residenti vivevano 112,5 maschi.